# Boughton (Northamptonshire)
Boughton – wieś w Anglii, w hrabstwie Northamptonshire, w dystrykcie (unitary authority) West Northamptonshire. Leży 4 km na północ od miasta Northampton i 100 km na północny zachód od Londynu. W 2001 miejscowość liczyła 951 mieszkańców.